# Távérzékelési Technológiák és Térinformatika
A Távérzékelési Technológiák és Térinformatika a földmegfigyelés, a térképészet és a térinformatika szakfolyóirata, amely az Eötvös Loránd Tudományegyetem Térképtudományi és Geoinformatikai Tanszékének és a Szent István Egyetem Mezőgazdasági és Környezettudományi Kar Növénytani és Ökofiziológiai Intézetének közös kiadásában jelenik meg, évente két alkalommal. 
A szakfolyóirat lapszámai az interneten is elérhetőek: www.rsgis.hu

## A folyóirat célja és leírása
A folyóirat évi két alkalommal tesz közzé kutatási eredményekről, műszaki fejlesztésekről és programokról szóló független szakcikkeket a távérzékelés, a fotogrammetria, a térképészet és térinformatika területéről, valamint az ezekkel kapcsolatos interdiszciplináris munkákból.
Célja, hogy átfogó képet nyújtson a távérzékelés eszközeiről, a feldolgozási és kiértékelési folyamatokról, lehetőségekről, ezért a szakma fogalom meghatározásai és linkgyűjteményei  folyamatosan elérhető és frissülő tartalmakként érhetőek el. Ide tartoznak az egyes technológiákat, módszereket összefoglaló rövid leírások és a különböző archívumok, szolgáltatások és szoftverek jegyzékei, leírásai. 
A szerkesztőség arra ösztönzi a kutatókat, hogy cikk formájában tegyék közzé vizsgálati eredményeiket, ezzel is elősegítve a három egymás nélkül ma már szinte elképzelhetetlen tudományterület, a távérzékelés, a fotogrammetria és a térinformatika fejlődését, valamint segítve az oktatás és megismerés lehetőségének szélesítését. Fontosnak tartják, hogy az elvégzett kísérletek reprodukálhatóak, jól értelmezhetőek és a tudományos társadalom, a gyakorlati felhasználók számára hasznosak legyenek. 
Az angol változat címe Remote Sensing Technologies & GIS ezért viszonylag nagy terjedelmű, részletes angol és magyar nyelvű összefoglalót kérnek a szerzőktől. A beküldött cikkek lektorálás után kerülhetnek közlésre.

## Tematika
- Fotogrammetria
- Multi- és hiperspektrális távérzékelés
- Térinformatika
- LIDAR, lézeres szkennelés
- RADAR, rádiótávmérés
- Térbeli modellezés, folyamatmodellek
- Térbeli monitoring
- Képfeldolgozás
- Interpretáció
- Osztályozás
- A távérzékelés hordozó eszközei, platformok
- Alkalmazás
- Szakmai események